# 大原その子
大原 その子（おおはら そのこ、1957年7月1日 - ）は日本の女優、レポーター。テンダープロ、大沢事務所に所属していた。かつては「劇団四季」にも所属。多くの舞台に出演した。

## テレビ番組
- 3時にあいましょう（TBS）
- ルックルックこんにちは（日本テレビ）
- レッツ!（日本テレビ）
- ザ!情報ツウいずれもリポーター出演（日本テレビ）

## 舞台
- キャッツ
- コーラスライン
- ウェストサイド物語